# Адамейко, Мария Владимировна
Мария Владимировна Адамейко (бел. Марыя Уладзіміраўна Адамейка, укр. Марія Володимирівна Адамейко; 20 мая 1929, Днепропетровск, Украинская ССР, СССР — 13 июня 1990, Минск, Белорусская ССР, СССР) — белорусская советская певица. Заслуженная артистка Белорусской ССР (1963).

## Биография
Родилась 20 мая 1929 года в Днепропетровске в белорусской семье. В школьные годы участвовала во всех концертах и конкурсах.
Во время немецкой оккупации Белоруссии, в 12-летнем возрасте её вывезли в Германию, где на бирже труда продали владельцу скотобойни. Там она помогала едой советским военнопленным, находившимся в лагере смерти, пока её не поймал хозяин и наказал. Тогда владелец мастерской, где работало много белорусов, выкупил Марию у мясника.
В 1949—1952 годах, в послевоенные годы, Мария работала художественным руководителем Червенского районного дома культуры, при Смолавицкой государственной районной электростанции, в специальном Борисовском детском доме.
В 1952—1990 годах — солистка Государственного народного хора Белорусской ССР.
В 1963 года было присвоено звание Заслуженной артистки Белорусской ССР.
Умерла 13 июня 1990 года в Минске.

## Память
На здании Дома культуры в Житьково была установлена мемориальная доска в честь Марии Адамейко.

## Награды
- 1963 — Заслуженная артистка Белорусской ССР